# William H. Flack

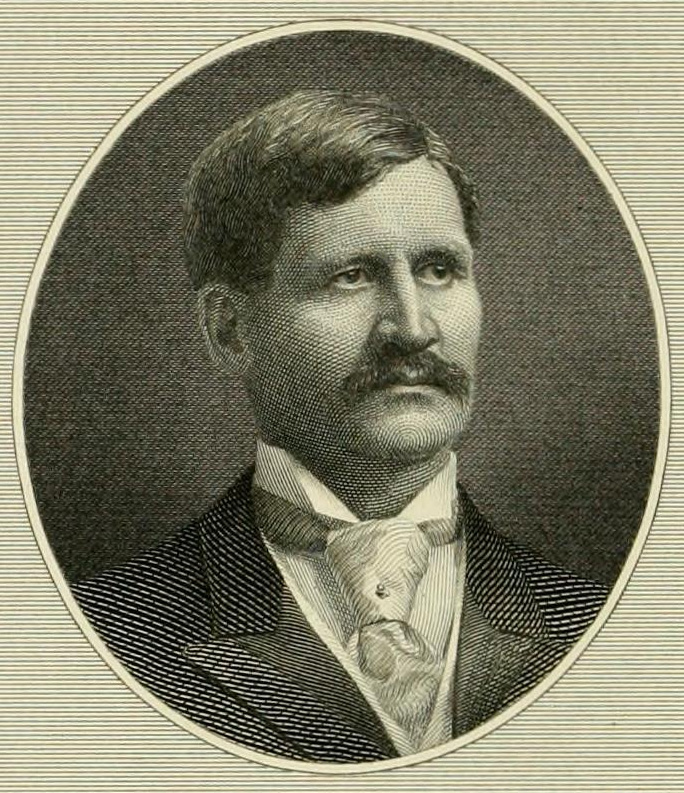
William H. Flack

William Henry Flack (* 22. März 1861 in Franklin Falls, New York; † 2. Februar 1907 in Malone, New York) war ein US-amerikanischer Politiker. Zwischen 1903 und 1907 vertrat er den Bundesstaat New York im US-Repräsentantenhaus.

## Werdegang
William Henry Flack wurde ungefähr drei Wochen vor dem Ausbruch des Bürgerkrieges im Franklin County geboren. Er besuchte öffentliche Schulen. Danach arbeitete er als Holzfäller und Gerber. Er war sieben Jahre lang Supervisor in der Town von Waverly und zwei Jahre lang Vorsitzender im Ausschuss. 1897 wurde er County Clerk im Franklin County. Eine Wiederwahl in das Amt folgte 1900. Politisch gehörte er der Republikanischen Partei an. Zwischen 1898 und 1902 hatte er den Vorsitz im Republican County Committee. Er diente als Trustee in der Village von Malone und wurde 1902 zum Präsidenten der Village gewählt.
Bei den Kongresswahlen des Jahres 1902 für den 58. Kongress wurde Flack im 26. Wahlbezirk von New York in das US-Repräsentantenhaus in Washington, D.C. gewählt, wo er am 4. März 1903 die Nachfolge von John Wilbur Dwight antrat. Er wurde einmal wiedergewählt, verstarb allerdings vor dem Ende seiner Amtszeit am 2. Februar 1907 in Malone. Sein Leichnam wurde dann auf dem Morningside Cemetery beigesetzt.